# HU-210
HU-210 ist ein synthetisches Cannabinoid. Das Kürzel HU steht für Hebrew University, wo die Verbindung von der Arbeitsgruppe von Raphael Mechoulam synthetisiert wurde. HU-210 ist 100 bis 800 mal wirksamer als das natürliche Tetrahydrocannabinol aus der Hanfpflanze und besitzt eine längere Wirkungsdauer. HU-210 ist das (–)-1,1-Dimethylheptyl-Analogon des 11-Hydroxy-Δ8-tetrahydrocannabinol und wird auch 1,1-Dimethylheptyl-11-hydroxytetrahydrocannabinol genannt.

## Chemie
HU-210 ist das Enantiomer von HU-211 (Dexanabinol), welches jedoch keine cannabinoide Wirkung zeigt. Die ursprüngliche Synthese von HU-210 basiert auf einer säure-katalysierten Kondensation von (–)-Myrtenol und 1,1-Dimethylheptylresorcinol (3,5-Dihydroxy-1-(1,1-dimethylheptyl)benzol).

## Pharmakologie
HU-210 aktiviert sowohl den Cannabinoid-Rezeptor CB1, wie auch CB2, es hat höhere Affinität zum CB1-Rezeptor. Im Gegensatz zu Δ9-Tetrahydrocannabinol, dem Hauptwirkstoff des Cannabis, ist HU-210 jedoch ein voller Agonist.

## Verwendung
HU-210 wird zur Erforschung der Rolle des Cannabinoidsystems verwendet. Nach Angaben der United States Customs and Border Protection wurde HU-210 in Spice Gold nachgewiesen, das 2009 an der US-Grenze beschlagnahmt wurde. 2009 wurde HU-210 in drei weiteren Spice-Produkten in England nachgewiesen.